# Pecora
Pecora är en systematisk grupp i underordningen idisslare.

## Kännetecken

### Horn
Kännetecknande för djurgruppen är vapenliknande utväxter på huvudet. Dessa vapen ansluter vanligen vid pannbenet men deras utformning skiljer sig beroende på familj. Hos två släkten, myskhjortar och vattenrådjur, saknas utväxterna.
- Giraffdjur (Giraffidae) har korta, ogrenade horn som är beklädda med inte förhornad hud.
- Hos hjortdjur (Cervidae) sitter hornen på ett tappliknande benutskott, rosenstocken, på pannbenet och består av benvävnad. Med undantag av renen har bara hannar horn. Hornen fälls varje år efter parningstiden.
- Slidhornsdjur (Bovidae) har horn som till största del består av keratin och som vanligen uppbärs hela livet. Hornets kärna (kvicke) som består av benvävnad är täckt av hud som bildar keratin. De äldsta delarna av hornet ligger alltså alltid på utsidan. Med undantag av fyrhornsantilopen har alla slidhornsdjur två horn.
- Hos gaffelantiloper (Antilocapridae) består hornet av benkvicke, beklädd med hornslida och den återfinns hos båda kön. Men dessa hornslidor inneslutar ett ovanligt mycket större antal hår än vad som är fallet hos slidhornsdjur. Denna hylsa fälls varje år.

Hornen används antingen för att imponera på det motsatta könet, som vapen under strider om rätten att para sig eller som försvarsredskap. Hos arter där bägge kön bär horn finns vanligen en tydlig könsdimorfism, hannar har vanligen större horn än honor.

### Andra kännetecken
Kroppens storlek varierar betydlig inom djurgruppen. På ena sidan finns små medlemmar som puduhjortar eller småantiloper och på andra sidan finns oxdjur eller giraffer med en vikt upp till en ton. Liksom alla andra partåiga hovdjur har de jämförelsevis orörliga fötter med två eller fyra tår. Arterna i djurgruppen är idisslare med en fyrdelad magsäck för en bättre ämnesomsättning av den vegetabiliska födan.

## Utbredning och hot
Medlemmar av Pecora förekommer nästan på hela världen. Deras ursprungliga levnadsområde ligger i Eurasien, Afrika och Amerika. En del arter som nötkreatur, tamfår och tamget infördes som husdjur i andra regioner. Några arter flyttades för att ha de som jaktbyte. Å andra sidan minskades populationen av flera arter betydlig så att de idag är utrotningshotade.

## Systematik
Pecora och mushjortar (Tragulidae) bildar tillsammans underordningen idisslare (Ruminantia). Underordningen ingår i ordningen partåiga hovdjur (Artiodactyla) eller enligt nyare taxonomi i Cetartiodactyla.
Gruppen delas vanligen i fem familjer:
- Hjortdjur (Cervidae)
- Slidhornsdjur (Bovidae)
- Giraffdjur (Giraffidae)
- Myskhjortar (Moschidae)
- Gaffelantiloper (Antilocapridae)

Djurgruppens inre systematik är omstridd och inte helt utredd. En godkänd fylogenetisk systematik som beskriver släktskapet mellan gruppens medlemmar saknas för närvarande.